# Rovana
La Rovana è un fiume del Canton Ticino, affluente del Maggia che nasce dalla confluenza della Rovana di Campo e della Rovana di Bosco

## Percorso
Dopo l'unione dei suoi due rami, la Rovana percorre ancora circa 7 km prima di raggiungere la Maggia, e durante il suo tragitto riceve le acque del Ri della Fracia e del Ri della Valté. Il fiume attraversa i comuni di Linescio e Cevio